# Réserve naturelle intégrale de Tsaratanana
La réserve naturelle intégrale de Tsaratanana est une aire protégée de Madagascar située dans la province de Diego-Suarez, dans les régions Diana, Sava et Sofia .Elle est fondée en 1927.

## Géographie
Réserve naturelle intégrale de Tsaratanana se trouve dans la région nord de Madagascar, à 120 km d'Antsiranana. Le plus haut sommet de Madagascar, le Maromokotro qui s'élève à 2 876 m, y est situé. Le massif de Tsaratanana est formé par des roches cristallines appartenant à la formation Vohibory .

## Histoire
La mission géodésique du Nord de Madagascar a découvert le massif de Tsaratanana en juillet 1899. L'expédition de P.Lemoine en 1903 a provoqué une incendie qui a ravagé la végétation des hautes montagnes de Tsaratanana.

## Biodiversité
Cette réserve abrite plusieurs espèces de primates, comme le lémur noir, le phaner à fourche, l'Aye-Aye, l'hapalémur occidental, le grand chirogale, le lémur fauve, le lépilémur mustélin et plusieurs espèces de microcèbes.